# Michał Wójtowicz

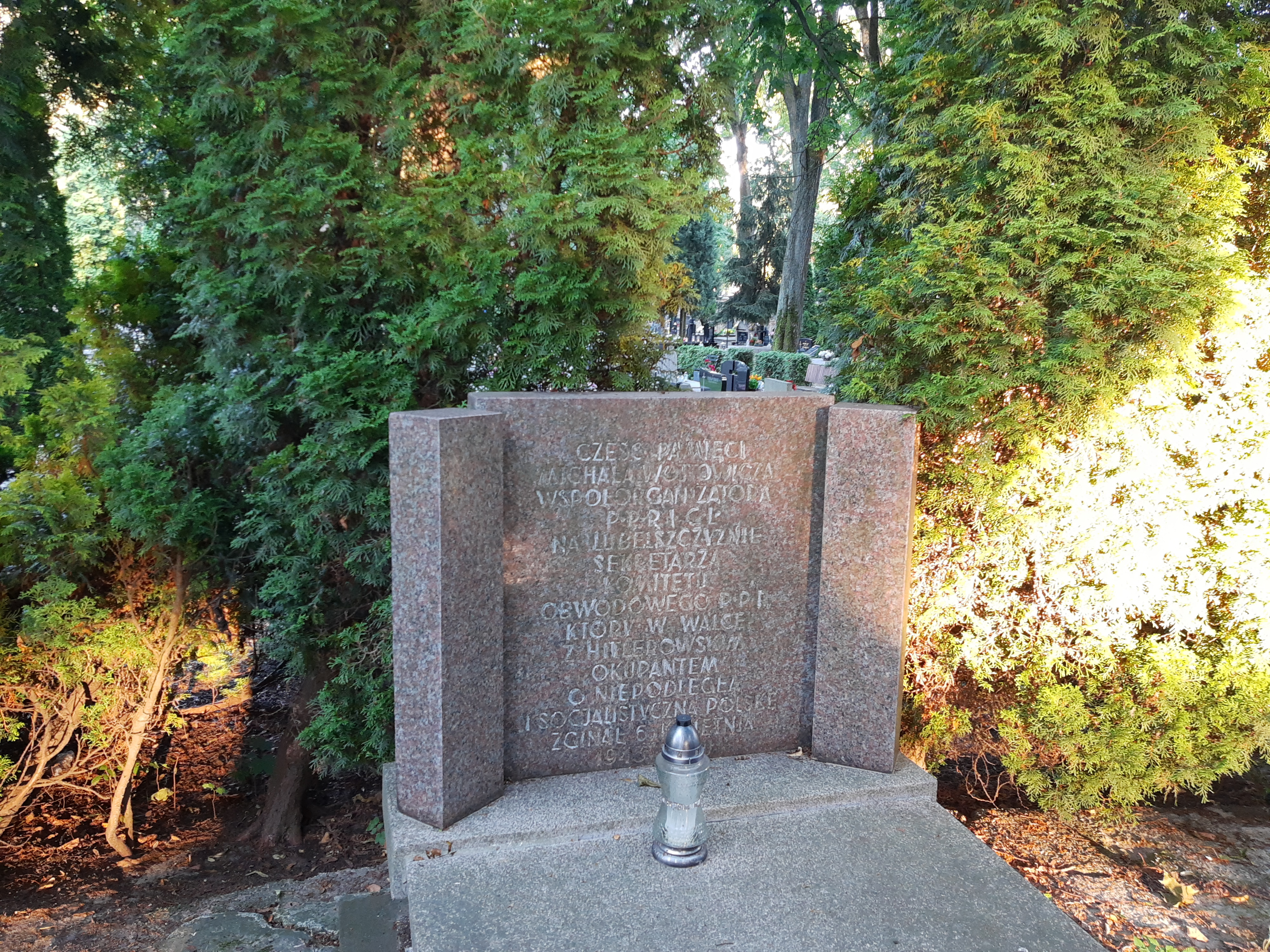
Grób Michała Wójtowicza na cmentarzu przy ul. Lipowej w Lublinie

Michał Wójtowicz, pseud. „Zygmunt” (ur. 23 lipca 1915, zm. 6 kwietnia 1943 w Lublinie) – działacz KPP i PPR, uczestnik wojny domowej w Hiszpanii i II wojny światowej, współzałożyciel R-ChOB oraz dowódca  Obwodu Lubelskiego GL.

## Życiorys
Urodził się w rodzinie chłopskiej we wsi Kolonia Góry. Ojciec był małorolnym chłopem. Ciężkie warunki materialne rodziny sprawiły że nie ukończył szkoły powszechnej, ponieważ od jedenastego roku życia musiał już pracować. Początkowo na roli a później jako robotnik przy wyrębie lasu w Ordynacji Zamojskich. W 1932 roku wstąpił do KPP, w której od 1936 roku był politycznym instruktorem młodzieżowym. Współpracował również ze Związkiem Młodzieży Wiejskiej RP „Wici”.  
W 1937 roku werbował ochotników i sam jako ochotnik został żołnierzem Brygad Międzynarodowych, walczących po stronie rządu hiszpańskiego. Po powrocie do Polski w 1938 roku, został powołany do odbycia obowiązkowej służby wojskowej, w czasie której ukończył szkołę podoficerską. W czasie agresji III Rzeszy na Polskę w 1939 roku, wraz z 
24 pułkiem ułanów z 10 Brygady Kawalerii przeszedł szlak bojowy zakończony na Węgrzech.  Po przekroczeniu granicy z Węgrami internowany, skąd wiosną 1940 roku zbiegł i przedostał się do Jugosławii. Tu rozpoczął działalność polityczną. Z powodu udziału w manifestacji robotniczej 1 maja 1940 roku w Zagrzebiu został zatrzymany i uwięziony. Zbiegł z więzienia i przedostał się do Triestu, gdzie został aresztowany przez włoską policję i, jako Polak, przekazany Niemcom. W czasie transportu do okupowanej Polski wyskoczył z pociągu i po kilku dniach wrócił w rodzinne strony. 
Współzałożyciel R-ChOB, od początku 1942 członek Lubelskiego Komitetu Okręgowego PPR, od kwietnia 1942 organizował GL w powiecie kraśnickim. Jesienią 1942, po aresztowaniu pełnomocnika KC PPR Okręgu Lublin – Włodzimierza Dąbrowskiego "Wujka", przejął obowiązki sekretarza Okręgu, a w styczniu 1943, po aresztowaniu dowódcy Okręgu GL Pawła Dąbka, również obowiązki dowódcy GL. W marcu 1943 został dowódcą II Obwodu Lubelskiego GL. Zginął w Lublinie w walce z Niemcami 6 kwietnia 1943. Pochowany w Alei Zasłużonych części komunalnej cmentarza przy ul. Lipowej w Lublinie (kwatera P3AZ-1-13).

## Upamiętnienie
Po wojnie na budynku dworca kolejowego w Lublinie, gdzie zginął, umieszczono tablicę pamiątkową. Jego imię nadano kilku szkołom na Lubelszczyźnie oraz lubelskiemu pułkowi wojsk OTK.
Był też patronem Technicznej Szkoły Wojsk Lotniczych